# Олексенко, Павел Феофанович
Павел Феофанович Олексенко (30.03.1940 — 8.10.2021) — советский и украинский учёный в области оптоэлектроники и твёрдотельной электроники, член-корреспондент НАНУ (1995), лауреат Государственной премии Украины в области науки и техники.

## Биография
Родился 30 марта 1940 г. в селе Некрасово Винницкой области.
С 1961 г. после окончания Киевского политехнического института работал в Институте физики полупроводников АН УССР (НАНУ) в должностях от инженера до заведующего отделом (1978—1991), заместителя директора по научной работе (1991—2014) и главного научного сотрудника.
Кандидатская диссертация:
- Исследование переходных характеристик фоторезисторов как элементов оптронов : диссертация … кандидата технических наук : 05.00.00. — Киев, 1967. — 212 с. : ил.

Автор (соавтор) более 300 научных публикаций в области теоретической и экспериментальной оптоэлектроники, экспериментальной физики полупроводников, твёрдотельной электронике.
Доктор технических наук (1987). Старший научный сотрудник (1972). Профессор (1988). Член-корреспондент НАНУ (1995). Лауреат Государственной премии Украинской ССР в области науки и техники (1973). Заслуженный деятель науки и техники Украины (2008).
Умер 8 октября 2021 года.

## Сочинения
- Теоретичні основи завадостійкого кодування [Текст] : підруч. для вищих навч. закл. Ч. 1 / Павло Феофанович Олексенко, Валерій Вікторович Коваль, Георгій Миколайович Розорінов, Георгій Олексійович Сукач; ред. В. Ф. Мачулін ; НАН України, Ін-т фізики напівпровідників імені В. Є Лашкарьова. — К. : Наук. думка, 2010. — 192 с. : іл.